# 738
| [ Edytuj tabelę ]          |                                     |
| Król Asturii               | - 737 Favila 739                    |
| Cesarz Bizancjum           | - 717 Leon III Izauryjczyk 741      |
| Chan Bułgarii              | - 721 Kormisosz 738 - 738 Sewar 753 |
| Cesarz Chin                | - 712 Tang Xuanzong 756             |
| Król Essexu                | - 709 Saelred 746                   |
| Cesarz Japonii             | - 724 Shōmu 749                     |
| Kalif                      | - 724 Hiszam 743                    |
| Patriarcha Konstantynopola | - 730 Anastazy 754                  |
| Król Longobardów           | - 712 Liutprand 744                 |
| Król Mercji                | - 716 Aethelbald 757                |
| Król Nortumbrii            | - 737 Eadbert 758                   |
| Papież                     | - 731 Grzegorz III 741              |
| Doża Wenecji               | - 726 Orso Ipato 742                |
| Król Wessexu               | - 726 Ethelheard 740                |

Rok 738 / DCCXXXVIII
stulecia: VII wiek ~
VIII wiek ~
IX wiek

lata: 728 «
733 «
734 «
735 «
736 «
737 «
738
» 739
» 740
» 741
» 742
» 743
» 748

## Wydarzenia
Europa
- w latach 736-738 rozpoczął się trwający do ok. 1050 r. okres arabskiego panowania w Gruzji; Tbilisi stało się siedzibą emira, któremu faktycznie podlegał cały kraj
- Drogowit został księciem Wieletów
- Sewar został chanem (chaganem) protobułgarskim (data sporna lub przybliżona)
- Karol Młot wyprawił się na Sasów
- Trazymund II, longobardzki książę Spoleto, zdobył Gallese i w ten sposób przerwał komunikację między Rzymem a Rawenną

Ameryka
- 3 maja – K’ahk’ Tiliw Chan Yopaat, władca niewielkiego ośrodka Majów Quirigua, pokonał w bitwie, wziął do niewoli i ściął swojego seniora Waxaklajuun Ub’aah K’awiil, króla potężnego Copán, wkrótce po zakończeniu przez tego ostatniego prac nad jedną z najsłynniejszych budowli Copan, wielkiego boiska do gry w piłkę

Afryka
- Damietta została po raz pierwszy zdobyta przez Bizancjum

Azja
- rozpadło się państwo tureckich Türgeszów, które próbowało ze zmiennym szczęściem wyprzeć Arabów z Azji Środkowej
- zbudowano Yumedono, kaplicę w Hōryū-ji, Świątyni Rozkwitu Prawa, jednej z najstarszych świątyń buddyjskich w Japonii

## Urodzili się
- data dzienna nieznana:
  - Chengguan, chiński buddysta, mistrz szkoły huayan i jej czwarty patriarcha (zm. 839)
  - Xitang Zhizang, chiński mistrz chan ze szkoły hongzhou, uczeń mistrza chan Mazu Daoyi (zm. 817)

## Zmarli
- 3 maja – Waxaklajuun Ub’aah K’awiil, władca majańskiego Copán (ur. ?)